# با کایجو مرده چه کنیم؟
با کایجو مرده چه کنیم؟ (ژاپنی: 大怪獣のあとしまつ) یک فیلم کمدی-درام ژاپنی کایجو محصول ۲۰۲۲ به کارگردانی ساتوشی میکی، با بازی ریوسوکه یامادا، تائو تسوچیا و گاکو هامادا است.